# Macroteleia dolichopa
Macroteleia dolichopa är en stekelart som beskrevs av Sharma 1980. Macroteleia dolichopa ingår i släktet Macroteleia och familjen Scelionidae. Inga underarter finns listade i Catalogue of Life.